# たたり (映画)
『たたり』（The Haunting）は、シャーリイ・ジャクスンの『山荘綺談』（The Haunting of Hill House）をもとにネルソン・ギディングが脚本を書き、ロバート・ワイズが監督した1963年公開のホラー映画。
超常現象調査チームの間に起きる不和と、彼らの行き先の家での一夜を描く。1999年に『ホーンティング』としてリメイクされた。

## キャスト
- ジュリー・ハリス ：エレノア・ヴァンス
- クレア・ブルーム ：セオドラ
- リチャード・ジョンソン：ジョン・マークウェイ博士
- ラス・タンブリン ：ルーク・サンダーソン
- ロイス・マクスウェル：グレース・マークウェイ